# FA Premier League 1994-1995
La FA Premier League 1994-1995 è stata la 96ª edizione della massima serie del campionato inglese di calcio, disputato tra il 22 agosto 1994 e il 14 maggio 1995 e concluso con la vittoria del Blackburn, al suo terzo titolo.
Capocannoniere del torneo è stato Alan Shearer (Blackburn) con 34 reti.

## Stagione

### Novità
Al posto delle retrocesse Sheffield Utd, Oldham Athletic e Swindon Town sono saliti dalla First Division il Crystal Palace, il Nottingham Forest e, dopo i play-off, il Leicester City.

### Formula
In vista di un'ulteriore riforma dei campionati, con il numero delle squadre ridotte a 20, la Football Association decise di aumentare, solo per il campionato in corso, il numero delle retrocessioni a quattro a fronte di due sole promozioni dalla First Division.

### Stagione
Il torneo si aprì con l'iniziale dominio del Newcastle Utd allenato da Kevin Keegan e trascinato in campo dalle reti di Andy Cole. I bianconeri infatti iniziarono il torneo con sei successi consecutivi e conobbero la prima sconfitta solamente alla fine del mese di ottobre, quando persero contro i campioni in carica del Manchester United. Alle loro spalle si staccò dal resto del gruppo un trio di inseguitori: ai favoriti Manchester United e Blackburn Rovers si aggiunse il sorprendente Nottingham Forest, di ritorno in massima serie dopo un anno di purgatorio.
Alla fine dell'anno sia il Newcastle che il Forest accusarono una flessione, che fece partire la fuga delle due favorite pronte a giocarsi il titolo come l'anno precedente. Questa volta furono gli uomini di Kenny Dalglish a dettare il ritmo, nonostante le battute d'arresto negli scontri diretti, grazie ai gol di Shearer e dell'acquisto estivo Chris Sutton. Dall'altra parte lo United, perso a gennaio e per i 9 mesi successivi Éric Cantona, reo di aver colpito con un colpo da karateka un tifoso del Crystal Palace, riparò sul mercato acquistando tra lo stupore generale proprio Andy Cole dal Newcastle.
Il campionato sembra dirigersi verso Blackburn, ma nel finale la squadra di Kenny Dalglish arriva stanca: un pareggio con il Leeds Utd e rovinose sconfitte contro le pericolanti Manchester City e West Ham Utd portano il campionato ad essere vivo fino all'ultima giornata, anche grazie alla tenacia della squadra di Sir Alex Ferguson che non mollò la presa pur trovandosi a -8 a soli sei turni dalla fine.
All'ultima giornata il Blackburn venne rimontato e battuto dal Liverpool, tuttavia il Manchester United non riuscì ad andare oltre il pareggio contro un tenace West Ham e così il titolo tornò dopo 81 anni dalle parti di Ewood Park. Fu l'unico trofeo conquistato da Alan Shearer che coronò la stagione vincendo per la prima volta la classifica cannonieri...
Migliorò il ranking europeo dell'Inghilterra grazie all'Arsenal che vinse la Coppa delle Coppe nella stagione precedente e perse la finale in questa annata. Fu quindi restaurato il quarto ed ultimo posto nella zona UEFA. Assieme al Manchester United la qualificazione venne centrata dal neopromosso Nottingham Forest, che chiuse sul podio una stagione davvero positiva, dal Liverpool e infine dal Leeds Utd, mentre rimase beffato per un punto il Newcastle che visse una seconda metà di stagione difficile a causa delle polemiche dovute alla cessione di Cole.
La riduzione del numero dei partecipanti a 20 squadre a partire dalla stagione successiva provocò una grandissima battaglia per evitare il baratro: all'ultimo mese di gioco più di metà delle squadre partecipanti era a rischio retrocessione. Gli scandali legati a George Graham e Paul Merson fecero precipitare la situazione dell'Arsenal che trovò la salvezza solamente a pochi turni dalla fine. L'Everton, partito molto male, grazie alle cure del nuovo tecnico Joe Royle riuscì a rimontare e trovò gloria vincendo la FA Cup. Rischiò grosso anche l'Aston Villa che solo due stagioni prima si giocava la vittoria del campionato e che ottenne la permanenza in massima serie all'ultima giornata.
Destino diverso toccò a un'altra protagonista della stagione inaugurale della Premier League, il Norwich City: 1 vittoria nelle ultime 20 gare condannò i gialloverdi che accompagnarono in seconda serie il Crystal Palace, sconfitto nel rush finale.
Con molto anticipo avevano invece alzato bandiera bianca il Leicester City e l'Ipswich Town con questi ultimi che nel corso dell'annata vennero addirittura surclassati 9-0 ad Old Trafford.

## Squadre partecipanti
| Club              | Stagione | Città               | Stadio               | Stagione precedente                                  |
| ----------------- | -------- | ------------------- | -------------------- | ---------------------------------------------------- |
| Arsenal           | dettagli | Londra              | Arsenal Stadium      | 4º posto in FA Premier League                        |
| Aston Villa       | dettagli | Birmingham          | Villa Park           | 10º posto in FA Premier League                       |
| Blackburn         | dettagli | Blackburn           | Ewood Park           | 2º posto in FA Premier League                        |
| Chelsea           | dettagli | Londra              | Stamford Bridge      | 14º posto in FA Premier League                       |
| Coventry City     | dettagli | Coventry            | Highfield Road       | 11º posto in FA Premier League                       |
| Crystal Palace    | dettagli | Londra              | Selhurst Park        | 1º posto in First Division, promosso                 |
| Everton           | dettagli | Liverpool           | Goodison Park        | 17º posto in FA Premier League                       |
| Ipswich Town      | dettagli | Ipswich             | Portman Road         | 19º posto in FA Premier League                       |
| Leeds Utd         | dettagli | Leeds               | Elland Road          | 5º posto in FA Premier League                        |
| Leicester City    | dettagli | Leicester           | Filbert Street       | 4º posto in First Division, promosso dopo i play-off |
| Liverpool         | dettagli | Liverpool           | Anfield              | 8º posto in FA Premier League                        |
| Manchester City   | dettagli | Manchester          | Maine Road           | 16º posto in FA Premier League                       |
| Manchester Utd    | dettagli | Manchester          | Old Trafford         | 1º posto in FA Premier League                        |
| Newcastle Utd     | dettagli | Newcastle upon Tyne | St James' Park       | 3º posto in FA Premier League                        |
| Norwich City      | dettagli | Norwich             | Carrow Road          | 12º posto in FA Premier League                       |
| Nottingham Forest | dettagli | Nottingham          | City Ground          | 2º posto in First Division, promosso                 |
| QPR               | dettagli | Londra              | Loftus Road          | 9º posto in FA Premier League                        |
| Sheffield Weds    | dettagli | Sheffield           | Hillsborough Stadium | 7º posto in FA Premier League                        |
| Southampton       | dettagli | Southampton         | The Dell             | 18º posto in FA Premier League                       |
| Tottenham         | dettagli | Londra              | White Hart Lane      | 15º posto in FA Premier League                       |
| West Ham Utd      | dettagli | Londra              | Boleyn Ground        | 13º posto in FA Premier League                       |
| Wimbledon FC      | dettagli | Londra              | Selhurst Park        | 6º posto in FA Premier League                        |

## Allenatori e primatisti
Dato l'anticipo o il posticipo di alcuni incontri rispetto al calendario originariamente fissato, il numero della giornata si riferisce a quella effettivamente disputata alla data in cui l'allenatore ha terminato o ha iniziato il rapporto con la squadra.
| Squadra           | Allenatore                                                            | Calciatore più presente          | Cannoniere              |
| ----------------- | --------------------------------------------------------------------- | -------------------------------- | ----------------------- |
| Arsenal           | George Graham (1ª-30ª) Stewart Houston (30ª-42ª)                      | Lee Dixon, Nigel Winterburn (39) | Ian Wright (18)         |
| Aston Villa       | Ron Atkinson (1ª-13ª) Jim Barron (14ª-15ª) Brian Little (16ª-42ª)     | Paul McGrath (40)                | Dean Saunders (15)      |
| Blackburn         | Kenny Dalglish                                                        | Alan Shearer (42)                | Alan Shearer (34)       |
| Chelsea           | Glenn Hoddle                                                          | Gavin Peacock (38)               | Frank Sinclair (10)     |
| Coventry City     | Phil Neal (1ª-28ª) Ron Atkinson (29ª-42ª)                             | Brian Borrows (35)               | Brian Borrows (8)       |
| Crystal Palace    | Alan Smith                                                            | Gareth Southgate (42)            | Chris Armstrong (8)     |
| Everton           | Mike Walker (1ª-13ª) Joe Royle (14ª-42ª)                              | Neville Southall (41)            | Paul Rideout (14)       |
| Ipswich Town      | John Lyall (1ª-17ª) Paul Goddard (18ª-21ª) George Burley (22ª-42ª)    | Frank Yallop (41)                | Claus Thomsen (5)       |
| Leeds Utd         | Howard Wilkinson                                                      | Gary Kelly, John Lukic (42)      | Tony Yeboah (12)        |
| Leicester City    | Brian Little (1ª-13ª) Kevin MacDonald (14ª-18ª) Mark McGhee (19ª-42ª) | Mark Draper (39)                 | Iwan Roberts (9)        |
| Liverpool         | Roy Evans                                                             | David James, Robbie Fowler (42)  | Robbie Fowler (25)      |
| Manchester City   | Brian Horton                                                          | Nicky Summerbee (40)             | Uwe Rösler (15)         |
| Manchester Utd    | Alex Ferguson                                                         | Gary Pallister (42)              | Andrej Kančel'skis (14) |
| Newcastle Utd     | Kevin Keegan                                                          | Ruel Fox (40)                    | Peter Beardsley (13)    |
| Norwich City      | John Deehan (1ª-36ª) Gary Megson (37ª-42ª)                            | John Polston (38)                | Ashley Ward (8)         |
| Nottingham Forest | Frank Clark                                                           | Mark Crossley (42)               | Stan Collymore (22)     |
| QPR               | Gerry Francis (1ª-12ª) Ray Wilkins (13ª-42ª)                          | Andy Impey (40)                  | Les Ferdinand (24)      |
| Sheffield Weds    | Trevor Francis                                                        | Ian Nolan (42)                   | Mark Bright (11)        |
| Southampton       | James Alan Ball                                                       | Jim Magilton (42)                | Matt Le Tissier (19)    |
| Tottenham         | Osvaldo Ardiles (1ª-12ª) Steve Perryman (14ª) Gerry Francis (16ª-42ª) | Teddy Sheringham (42)            | Jürgen Klinsmann (20)   |
| West Ham Utd      | Harry Redknapp                                                        | Luděk Mikloško, Steve Potts (42) | Tony Cottee (13)        |
| Wimbledon FC      | Joe Kinnear                                                           | Warren Barton (39)               | Efan Ekoku (9)          |

## Classifica finale
|       | Pos. | Squadra           | Pt | G  | V  | N  | P  | GF | GS | DR  |
| ----- | ---- | ----------------- | -- | -- | -- | -- | -- | -- | -- | --- |
|       | 1.   | Blackburn         | 89 | 42 | 27 | 8  | 7  | 80 | 39 | +41 |
|       | 2.   | Manchester Utd    | 88 | 42 | 26 | 10 | 6  | 77 | 28 | +49 |
|       | 3.   | Nottingham Forest | 77 | 42 | 22 | 11 | 9  | 72 | 43 | +29 |
| [ 7 ] | 4.   | Liverpool         | 74 | 42 | 21 | 11 | 10 | 65 | 37 | +28 |
| [ 8 ] | 5.   | Leeds Utd         | 73 | 42 | 20 | 13 | 9  | 59 | 38 | +21 |
|       | 6.   | Newcastle Utd     | 72 | 42 | 20 | 12 | 10 | 67 | 47 | +20 |
|       | 7.   | Tottenham         | 62 | 42 | 16 | 14 | 12 | 66 | 58 | +8  |
|       | 8.   | QPR               | 60 | 42 | 17 | 9  | 16 | 61 | 59 | +2  |
|       | 9.   | Wimbledon FC      | 56 | 42 | 15 | 11 | 16 | 48 | 65 | -17 |
|       | 10.  | Southampton       | 54 | 42 | 12 | 18 | 12 | 61 | 63 | -2  |
|       | 11.  | Chelsea           | 54 | 42 | 13 | 15 | 14 | 50 | 55 | -5  |
|       | 12.  | Arsenal           | 51 | 42 | 13 | 12 | 17 | 52 | 49 | +3  |
|       | 13.  | Sheffield Weds    | 51 | 42 | 13 | 12 | 17 | 49 | 57 | -8  |
|       | 14.  | West Ham Utd      | 50 | 42 | 13 | 11 | 18 | 44 | 48 | -4  |
| [ 9 ] | 15.  | Everton           | 50 | 42 | 11 | 17 | 14 | 44 | 51 | -7  |
|       | 16.  | Coventry City     | 50 | 42 | 12 | 14 | 16 | 44 | 62 | -18 |
|       | 17.  | Manchester City   | 49 | 42 | 12 | 13 | 17 | 53 | 64 | -11 |
|       | 18.  | Aston Villa       | 48 | 42 | 11 | 15 | 16 | 51 | 56 | -5  |
|       | 19.  | Crystal Palace    | 45 | 42 | 11 | 12 | 19 | 34 | 49 | -15 |
|       | 20.  | Norwich City      | 43 | 42 | 10 | 13 | 19 | 37 | 54 | -17 |
|       | 21.  | Leicester City    | 29 | 42 | 6  | 11 | 25 | 45 | 80 | -35 |
|       | 22.  | Ipswich Town      | 27 | 42 | 7  | 6  | 29 | 36 | 93 | -57 |

Legenda:
      Campione d'Inghilterra e ammessa alla UEFA Champions League 1995-1996.
      Ammesse alla Coppa UEFA 1995-1996.
      Ammesse alla Coppa delle Coppe 1995-1996.
      Ammesse alla Coppa Intertoto 1995.
      Retrocesse in First Division 1995-1996.
Regolamento:
Tre punti a vittoria, uno a pareggio, zero a sconfitta.
A parità di punti le squadre vengono classificate secondo la differenza reti.

### Squadra campione
| Formazione tipo | Giocatori (presenze) |
| --- | -------------------- |
| Flowers Pearce Hendry Le Saux Berg Ripley Wilcox Aktins Sherwood Shearer Sutton | Tim Flowers (39)     |
| Flowers Pearce Hendry Le Saux Berg Ripley Wilcox Aktins Sherwood Shearer Sutton | Henning Berg (40)    |
| Flowers Pearce Hendry Le Saux Berg Ripley Wilcox Aktins Sherwood Shearer Sutton | Ian Pearce (28)      |
| Flowers Pearce Hendry Le Saux Berg Ripley Wilcox Aktins Sherwood Shearer Sutton | Colin Hendry (38)    |
| Flowers Pearce Hendry Le Saux Berg Ripley Wilcox Aktins Sherwood Shearer Sutton | Graeme Le Saux (39)  |
| Flowers Pearce Hendry Le Saux Berg Ripley Wilcox Aktins Sherwood Shearer Sutton | Stuart Ripley (37)   |
| Flowers Pearce Hendry Le Saux Berg Ripley Wilcox Aktins Sherwood Shearer Sutton | Jason Wilcox (27)    |
| Flowers Pearce Hendry Le Saux Berg Ripley Wilcox Aktins Sherwood Shearer Sutton | Mark Atkins (34)     |
| Flowers Pearce Hendry Le Saux Berg Ripley Wilcox Aktins Sherwood Shearer Sutton | Tim Sherwood (38)    |
| Flowers Pearce Hendry Le Saux Berg Ripley Wilcox Aktins Sherwood Shearer Sutton | Alan Shearer (42)    |
| Flowers Pearce Hendry Le Saux Berg Ripley Wilcox Aktins Sherwood Shearer Sutton | Chris Sutton (40)    |
| Altri giocatori: Paul Warhurst (27), Robbie Slater (18), Tony Gale (15), Mike Newell (12), Jeff Kenna (9), David Batty (5), Alan Wright (5), Bobby Mimms (4), Kevin Gallacher (1), Richard Witschge (1). |                      |

## Statistiche

### Squadre

#### Capoliste solitarie
|    | —— | —— | —— | ——            | ——            | ——            | ——            | ——            | ——            | ——            | ——            | ——            | ——            | ——  | ——        | ——        | ——        | ——        | ——        | ——        | ——        | ——        | ——        | ——        | ——        | ——        | ——        | ——        | ——        | ——        | ——        | ——        | ——        | ——        | ——        | ——        | ——        | ——        | ——        | ——        | ——        | —— |  |
|    |    |    |    | Newcastle Utd | Newcastle Utd | Newcastle Utd | Newcastle Utd | Newcastle Utd | Newcastle Utd | Newcastle Utd | Newcastle Utd | Newcastle Utd | Newcastle Utd | MU  | Blackburn | Blackburn | Blackburn | Blackburn | Blackburn | Blackburn | Blackburn | Blackburn | Blackburn | Blackburn | Blackburn | Blackburn | Blackburn | Blackburn | Blackburn | Blackburn | Blackburn | Blackburn | Blackburn | Blackburn | Blackburn | Blackburn | Blackburn | Blackburn | Blackburn | Blackburn | Blackburn |    |  |
|    |    |    |    |               |               |               |               |               |               |               |               |               |               |     |           |           |           |           |           |           |           |           |           |           |           |           |           |           |           |           |           |           |           |           |           |           |           |           |           |           |           |    |  |
|    |    |    |    |               |               |               |               |               |               |               |               |               |               |     |           |           |           |           |           |           |           |           |           |           |           |           |           |           |           |           |           |           |           |           |           |           |           |           |           |           |           |    |  |
| 1ª | 2ª | 3ª | 4ª | 5ª            | 6ª            | 7ª            | 8ª            | 9ª            | 10ª           | 11ª           | 12ª           | 13ª           | 14ª           | 15ª | 16ª       | 17ª       | 18ª       | 19ª       | 20ª       | 21ª       | 22ª       | 23ª       | 24ª       | 25ª       | 26ª       | 27ª       | 28ª       | 29ª       | 30ª       | 31ª       | 32ª       | 33ª       | 34ª       | 35ª       | 36ª       | 37ª       | 38ª       | 39ª       | 40ª       | 41ª       | 42ª       |    |  |

#### Primati stagionali
- Maggior numero di vittorie: Blackburn (27)
- Minor numero di sconfitte: Manchester United (6)
- Migliore attacco: Blackburn (80 goal fatti)
- Miglior difesa: Manchester United (28 reti subite)
- Miglior differenza reti: Manchester United (+49)
- Maggior numero di pareggi: Southampton (18)
- Minor numero di pareggi: Ipswich Town (6)
- Maggior numero di sconfitte: Ipswich Town (29)
- Minor numero di vittorie: Leicester City (6)
- Peggior attacco: Crystal Palace (34 reti segnate)
- Peggior difesa: Ipswich Town (93 reti subite)
- Peggior differenza reti: Ipswich Town (-57)
- Miglior serie positiva: Manchester United (24)

### Individuali

#### Classifica marcatori
Fonte:
| Gol | Rigori |  | Giocatore          | Squadra                                |
| --- | ------ |  | ------------------ | -------------------------------------- |
| 34  | 10     |  | Alan Shearer       | Blackburn                              |
| 25  | 3      |  | Robbie Fowler      | Liverpool                              |
| 24  |        |  | Les Ferdinand      | QPR                                    |
| 22  | 1      |  | Stan Collymore     | Nottingham Forest                      |
| 21  |        |  | Andy Cole          | Newcastle Utd (9), Manchester Utd (12) |
| 20  | 1      |  | Jürgen Klinsmann   | Tottenham                              |
| 19  | 4      |  | Matt Le Tissier    | Southampton                            |
| 18  |        |  | Teddy Sheringham   | Tottenham                              |
| 18  | 3      |  | Ian Wright         | Arsenal                                |
| 15  |        |  | Uwe Rösler         | Manchester City                        |
| 15  |        |  | Chris Sutton       | Blackburn                              |
| 15  | 1      |  | Dean Saunders      | Aston Villa                            |
| 14  |        |  | Andrej Kančel'skis | Manchester United                      |
| 14  |        |  | Paul Rideout       | Everton                                |